# Крістофер Бін (фільм)
Крістофер Бін (англ. Christopher Bean) — американська кінокомедія режисера Сема Вуда 1933 року.

## У ролях
- Марі Дресслер — Еббі
- Лайонел Беррімор — доктор Мілтон Гаґґетт
- Гелен Мак — Сьюзен Гаггетт
- Бьюла Бонді — місіс Ганна Гаґґетт
- Расселл Гарді — Воррен Крімер
- Джин Гершолт — Розен
- Г. Б. Ворнер — Максвелл Девенпорт
- Гелен Шипман — Ада Гаґґетт
- Джордж Кулуріс — Таллент
- Еллен Лоу — покоївка